# Coelidia flavotaeniata
Coelidia flavotaeniata är en insektsart som beskrevs av Carl Stål 1858. Coelidia flavotaeniata ingår i släktet Coelidia och familjen dvärgstritar. Inga underarter finns listade i Catalogue of Life.